# Ewoks: Flykten från Endor
Ewoks: Flykten från Endor (engelska: Ewoks: The Battle for Endor) är en amerikansk TV-film från 1985 från Lucasfilm Ltd. Regissörer var Jim Wheat & Ken Wheat och filmmanus skrevs av George Lucas & Jim Wheat. I filmen medverkade Warwick Davis.

## Handling
En armé av Marauders som leds av kung Terak och häxan Charal attackerar Ewokernas by på skogsmånen Endor. I byn finns den lilla flickan Cindels föräldrar och bror vilka dödas under attacken. Cindel flyr tillsammans med Ewoken Wicket och hittar slutligen varelserna Teek och Nos. Tillsammans kämpar de mot kung Terak och häxan Charal och lyckas slutligen fly från planeten. Filmen är en fristående uppföljare till Hjältarnas karavan: Ewokernas återkomst.